# Paula Elżbieta Cerioli
Paula Elżbieta Cerioli, właśc. wł. Paola Elisabetta Cerioli (ur. 28 stycznia 1816 w Soncino, zm. 24 grudnia 1865 w Comonte di Seriate w Lombardii) − współzałożycielka Instytutu Zakonnego Sióstr Świętej Rodziny, święta Kościoła katolickiego.
Urodziła się w rodzinie ziemiańskiej i była najmłodszą z szesnaściorga dzieci swoich rodziców. Od 11 roku życia mieszkała w pensjonacie sióstr wizytek w Alzano di Bergamo, gdzie przez 5 lat uczyła się w szkołach dla dziewcząt z rodzin szlacheckich. 30 kwietnia 1835 wyszła za mąż za 59-letniego Gaetana Busecchi. Urodziła czworo dzieci z których troje zmarło we wczesnym dzieciństwie. Nie miała łatwego życia z mężem. W styczniu 1854 roku w wieku 16 lat zmarł jej syn Carlo z powodu poważnej choroby, a w dniu 25 grudnia 1854 zmarł jej mąż.
Osierocona matka i wdowa szukała oparcia w wierze, a zwłaszcza w modlitwie do Matki Bożej Bolesnej. Zaczęła prowadzić działalność charytatywną i pomagać ubogim. 25 grudnia 1856 roku złożyła śluby czystości. W 1857 roku założyła ze współpracownicami Instytut Zakonny Sióstr Najświętszej Rodziny (łac. Congregatio a Sacra Famiglia), a 4 listopada 1863 jego męską gałąź.
Zmarła mając 49 lat w opinii świętości.
Została beatyfikowana przez papieża Piusa XII w dniu 19 marca 1950 roku, a kanonizowana przez Jana Pawła II w dniu 16 maja 2004 roku.